# Goran Vojnović
Goran Vojnović (* 11. června 1980 Lublaň) je slovinský spisovatel, scenárista a režisér.
Má srbské (bosenský Srb), chorvatské a židovské předky, řadí se mezi čefury, jak jsou ve Slovinsku posměšně označováni přistěhovalci z ostatních republik bývalé Jugoslávie. V roce 1998 vydal vlastním nákladem sbírku básní Lep je ta svet. Vystudoval divadelní a filmovou vědu na Univerzitě v Lublani. V roce 2008 vyšla jeho próza Čefurji raus!, popisující život deklasované mládeže na lublaňském sídlišti Nove Fužine a používající místní svérázný jazyk, vyznačující se četnými makaronismy i vulgarismy. Kniha získala Prešerenovu cenu a Kresnikovu cenu. Policejní ředitel Matjaž Šinkovec podal na autora trestní oznámení kvůli negativnímu obrazu slovinských pořádkových složek v knize, avšak neuspěl. V roce 2013 Vojnović režíroval filmovou podobu této knihy. Česky vyšla v překladu Aleše Kozára a pod názvem Proč na tebe každej sere aneb Čefurové, raus! v roce 2011 v nakladatelství Dauphin.
Podle vlastních scénářů natočil Vojnović celovečerní hrané filmy Piran – Pirano (2010) a Nekoč so bili ljudje (2021), v obou hrál hlavní roli Boris Cavazza. Piran – Pirano byl na festivalu v Portoroži oceněn za nejlepší scénář. Je také autorem scénáře k filmu Marka Šantiće Sretan put Nedime. Vydal romány Jugoslavija, moja dežela (česky v roce 2021 v nakladatelství Pavel Mervart pod názvem Moje Jugoslávie), Figa a  Đorđić se vrača a sbírky publicistických textů Ko Jimmy Choo sreča Fidela Castra a Zbiralec strahov.
Za knihu Figa mu byla v roce 2017 udělena Župančičova cena od lublaňské radnice. V Polsku získal za překlad knihy Jugoslavija, moja dežela Cenu Angelus.